# Ectropis fumataria
Ectropis fumataria là một loài bướm đêm trong họ Geometridae.